# Мазарини, Арман-Шарль де Лапорт де Ламейере
Арман-Шарль де Лапорт де Ламейере (фр. Armand-Charles de La Porte de La Meilleraye; 1632 — 9 ноября 1713, Ла-Мейере), герцог де Ретелуа-Мазарен, де Ламейере и де Майен — французский государственный и военный деятель.

## Биография
Сын Шарля де Лапорта, герцога де Ламейере, и Мари Рюзе д'Эфья.
Принц де Шато-Порсьен, маркиз де Монкорне, граф де Ла-Фер, де Марло, барон де Ам, де Мексан, и прочее.
Известный, как маркиз де Лапорт, затем как маркиз де Ламейере, 12 декабря 1642 назначен наследником своего отца в должностях генерального наместника Верхней и Нижней Бретани, и графства Нантского.
Начал службу в кавалерийском полку отца в 1645 году, участвовал в осадах и взятии Мардика (10 июля), Линка (23 июля), Бурбура (9 августа), Бетюна (30 августа).
В 1646 году служил при взятии Лонви, затем при осаде Фюрна, сдавшегося 7 сентября. 20-го назначен наследником должности великого магистра артиллерии. Выступил на осаду Дюнкерка, взятого 7 октября.
В 1647 году во Фландрской армии маршала Гасьона, участвовал в осаде и взятии Ла-Басе 19 июля, в осаде Ланса, взятого 3 августа.
16 апреля 1648, после отставки отца, был назначен великим магистром артиллерии, принес присягу 16 января 1649 и был зарегистрирован Парламентом 7 января 1651.
Под командованием принца Конде служил при взятии Ипра (28.05.1648), битве при Лансе, взятии Фюрна (10.09).
Лагерный маршал (20.02.1649), служил во Фландрской армии графа д'Аркура как великий магистр артиллерии при взятии Конде 25 августа.
В той же армии в 1650 году под командованием маршала дю Плесси-Пралена, участвовал в снятии осады Гиза войсками эрцгерцога Леопольда Вильгельма 1 июля, взятии Ретеля 13 декабря и Ретельском сражении 15 декабря.
В 1651 году в той же армии, державшейся в обороне. 22 июня 1652, после отставки отца, получил кавалерийский полк своего имени, с которым служил в Нидерландах. В 1653 году под командованием Тюренна участвовал в осаде Ретеля, взятого 9 июля, Музона, сдавшегося 28 сентября, Сен-Мену 26 ноября.
Генерал-лейтенант (12.06.1654), служил в этом качестве в армии Тюренна, 25 августа сражался с испанцами под Аррасом, служил при взятии Ле-Кенуа 6 сентября.
Патентом от 19 апреля 1655 набрал пехотный полк из двадцати рот и служил при взятии Ландреси 14 июля, Конде 18 августа, Сен-Гилена 25 августа. Полк был распущен по окончании кампании.
В 1656 году под командованием Тюренна содействовал осаде Валансьена, снятой 16 июля, и взятии Ла-Капеля 27 сентября. В 1657 году был при взятии Монмеди 6 августа, Сен-Венана 27-го и Мардика 3 октября.
В 1658 году сражался в битве на дюнах, был при взятии Дюнкерка 23 июня, Берг-Сен-Винока 2 июля, Фюрна 3-го, Диксмёйде 7-го, Ауденарде 9 сентября, Менена 17-го. Был при разгроме принца де Линя 19-го и взятии Ипра 24-го. Служил в той же армии до подписания Пиренейского мира 7 ноября 1659.
Стал герцогом Мазарини по брачному контракту с Гортензией Манчини, племянницей кардинала от 28 февраля 1661, утвержденному завещанием и припиской к нему 6 и 7 марта и жалованной грамотой Людовика XIV. Согласно прописанному кардиналом условию, принял имя и полный герб Мазарини, став универсальным наследником состояния в 28 миллионов ливров.
Брак был неудачным. Герцог Мазарини был лишен всякой внешней привлекательности, имел весьма странный характер, был набожен, скуп и не без основания подозревал свою молодую и веселую супругу в связи с ее братом, герцогом Неверским.
2 марта 1661 стал наследником кардинала в должностях губернатора Эльзаса и великого бальи Хагенау. После смерти Мазарини 9 марта получил эти должности, 11-го также стал губернатором Ла-Фера и отказался от генерального наместничества в графстве Нантском. Его кавалерийский полк был распущен приказом от 18 апреля.
Земля Ретелуа с ее зависимостями была снова возведена в герцогство-пэрию под названием Мазарен в пользу Шарля-Армана и его мужского и женского потомства жалованной грамотой, данной в Париже в декабре 1663 и зарегистрированной Парламентом 15 числа того же месяца. Стал герцогом де Ламейере и пэром Франции по смерти отца 8 февраля 1664 и был принят в Парламенте 18-го.
Не будучи амбициозным, отказался от должностей великого магистра артиллерии и генерального наместника Бретани в июле 1669 и от губернаторства в Ла-Фере в 1682 году.
Рыцарь орденов короля (31.12.1688).
До конца жизни сохранил должности губернатора Эльзаса и Брайзаха, на последнюю был назначен после взятия этой крепости 6 сентября 1703.
Умер в Ла-Мейере, где провел последние тридцать лет жизни, погребен в Париже в часовне Коллежа Четырех Наций.

## Семья
Жена (контракт 28.02.1661): Гортензия Манчини (6.06.1646—2.07.1699), дочь римского дворянина Лоренцо Манчини и Джеронимы Мазарини
Дети:
- Поль-Жюль (25.01.1666—7.09.1731), герцог де Ламейере и де Ретель-Мазарини. Жена (12.1685): Фелис-Шарлотта-Арманда де Дюрфор (ум. 1730), дочь Жака-Анри де Дюрфора, герцога де Дюраса, и Маргерит-Фелис де Леви
- Мари-Шарлотта (18.03.1662—13.05.1729). Муж: Луи де Виньеро дю Плесси (1654—22.10.1730), маркиз де Ришельё
- Мари-Анн (1663—1720), монахиня (июль 1682), затем аббатиса (1698) Ле-Лиса
- Мари-Олимп (1665—24.01.1754). Муж (30.09.1681): Луи-Кристоф Жиго (ум. 1692), маркиз де Бельфон и де Ла-Буле, сын маршала Бельфона